# تیوگو موسه

تیوگو موسه شهری در شهرستان کودوگو در استان بولکیمده در بورکینافاسوی غربی مرکزی است جمعیت آن ۱۱۲۱ نفر است.